# Poisons
Pour plus de détails, voir Fiche technique et Distribution.
Poisons est un film dramatique franco-suisse réalisé par Pierre Maillard et sorti en 1987.

## Fiche technique
Sauf indication contraire, les informations mentionnées dans cette section peuvent être confirmées par la base de données cinématographiques Unifrance,  présente dans la section « Liens externes ».
- Titre original : Poisons
- Réalisation : Pierre Maillard
- Assistant à la réalisation : Jacques Wenger
- Scripte : Véronique Jammes
- Scénario : Pierre Maillard
- Photographie : Patrice Cologne
- Montage : Rudolfo Wedeles
- Son : Pierre-Alain Besse
- Musique : Jacques Robellaz
- Décors : Laurence Bruley, Michel Châtel
- Maquillage : Nathalie Tanner
- Producteurs : Patricia Plattner, Jean-Luc Larguier, André Martin, Raoul Ruiz, Raymond Weil
- Société de production : Light Night, Télévision Suisse Romande (TSR), Maison de la Culture du Havre
- Format : Couleur - 35 mm
- Pays de production :  Suisse -  France
- Langue de tournage : français
- Genre : drame
- Durée : 106 minutes (1h46)
- Date de sortie : 
  - Suisse : 19 novembre 1987

## Distribution
- Roland Dubillard : Jacques Loiseau
- Maurice Garrel : Bob Northrop
- Rufus : Louis Loiseau
- Mimsy Farmer : Anne
- François Berthet : Marc Loiseau